# Sân vận động Said Mohamed Cheikh
Sân vận động Said Mohamed Cheikh là một sân vận động đa năng ở Mitsamiouli, Comoros. Sân hiện đang được sử dụng chủ yếu cho các trận đấu bóng đá.

## Lịch sử
Sân được khánh thành vào năm 2007 trong khuôn khổ chương trình Win in Africa with Africa của FIFA. Sân được đặt theo tên của cựu lãnh đạo Comoros, Said Mohamed Cheikh. Sân thay thế Sân vận động Beaumer là sân nhà của đội tuyển bóng đá quốc gia Comoros. Đây là sân vận động đầu tiên ở Comoros tổ chức trận đấu CAF Champions League.